# داراب دیبا

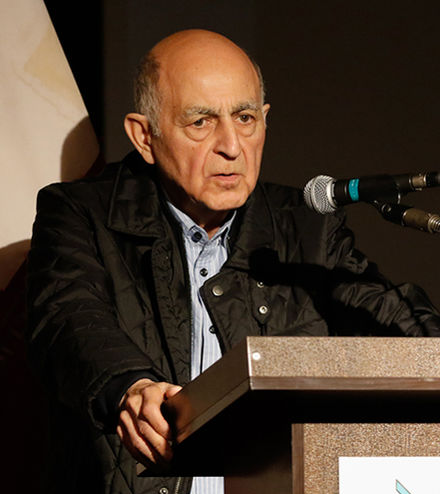
داراب دیبا در مراسم اختتامیه سیزدهمین جایزه معماری میرمیران

داراب دیبا (زاده سال ۱۳۲۰ در تهران) معمار ایرانی است. وی در  دانشگاه ژنو و آکادمی سلطنتی هنرهای زیبای بلژیک تحصیل کرد.

## فعالیت‌ها
داراب دیبا در سمت‌های زیر فعالیت داشته‌است:
- استاد دانشکده هنرهای زیبا دانشگاه تهران
- استاد مدعو مدرسه هنرهای زیبا
- استاد مدعو مؤسسه فناوری ماساچوست
- استاد مدعو دانشگاه هاروارد
- مسئول بخش دکترای معماری دانشگاه تهران
- مشاور وزارتخانه‌های فرهنگ، مسکن و شهرسازی و امور خارجه
- حضور در هیئت‌های داوری طرح‌های مختلف ملی و بین‌المللی معماری و طراحی
- عضو هیأت داوران اصلی جایزه معماری آقاخان (ژنو ۲۰۰۱)

## جایزه‌ها
- دریافت جایزه وزارت مسکن و شهرسازی و ریاست جمهوری در معماری به خاطر طراحی و مدیریت در پروژه مسکن ارزان قیمت برای کارکنان دانشگاه‌های علوم پزشکی تهران

## آثار
از مهم‌ترین طرح‌های وی کار با مهندسین مشاور بزرگ در غالب همکاری مانند آتِک اشاره نمود.

## کتاب‌ها
- معماری معاصر ایران (ژنو ۲۰۰۴)
- خانه‌های سنتی اصفهان (پاریس ۲۰۰۱)
- معماری مساجد معاصر کشورهای اسلامی (لندن ۱۹۹۵)
- اصول طراحی معماری (تهران ۱۳۶۹)

وی از سال ۱۳۴۸ نمایشگاه‌های نقاشی و طراحی متعددی برگزار کرده‌است و در نمایشگاه‌های جمعی در داخل و خارج از کشور در زمینه عکاسی، نقاشی و طراحی مشارکت داشته‌است.